# 疙瘩楼水库
疙瘩楼水库是中国辽宁省盘锦市大洼县境内的一座水库，位于大辽河水系，建于1958年。水库正常库容为1490万立方米，集雨面积为14平方千米，海拔为5米。